# Astrothorax misakiensis
Astrothorax misakiensis är en ormstjärneart som beskrevs av Döderlein 1911. Astrothorax misakiensis ingår i släktet Astrothorax och familjen medusahuvuden. Inga underarter finns listade i Catalogue of Life.